# Мбаики
Мбаики — город в Центральноафриканской Республике, административный центр префектуры Лобае и одной из её трёх субпрефектур. Население — 21 867 чел. (2021).
В Мбаики расположен центр местной католической епархии.

## География и климат
Город расположен на юго-западе страны, чуть более чем в 31 км от границы с Республикой Конго и 65 км с Демократической Республикой Конго. Расстояние до столицы страны, Банги, примерно составляет 84 км (по прямой; по автодороге — от 97 до 105 км).
| Показатель                                            | Янв. | Фев. | Март | Апр. | Май  | Июнь | Июль | Авг. | Сен. | Окт. | Нояб. | Дек. | Год  |
| ----------------------------------------------------- | ---- | ---- | ---- | ---- | ---- | ---- | ---- | ---- | ---- | ---- | ----- | ---- | ---- |
| Средний суточный максимум, °C                         | 29,7 | 31,2 | 30,8 | 30,2 | 29,7 | 28,6 | 28,3 | 28,5 | 28,7 | 29,1 | 28,8  | 29,3 | 29,4 |
| Средняя температура, °C                               | 23,2 | 24,3 | 24,7 | 24,6 | 24,5 | 23,7 | 23,4 | 23,8 | 23,6 | 23,9 | 23,3  | 23,0 | 23,8 |
| Средний суточный минимум, °C                          | 16,8 | 17,5 | 18,7 | 19,1 | 19,3 | 18,8 | 18,5 | 19,2 | 18,6 | 18,7 | 17,8  | 16,7 | 18,3 |
| Норма осадков, мм                                     | 26   | 58   | 119  | 128  | 189  | 165  | 179  | 239  | 208  | 217  | 96    | 40   | 1664 |
| Источник: http://en.climate-data.org/location/715087/ |      |      |      |      |      |      |      |      |      |      |       |      |      |

## Население
Численность населения города растёт с перепадами: если в 1988 году здесь проживало 16 901 человек, в 1993 — 29 500, в 2003 — 22 166, то в 2013 — 25 422.

## Экономика
Экономика в Мбаики базируется на выращивании кофе и деревообработке.

## История
В 1911 году город был передан по Конго-марокканскому соглашению Францией Германии и стал частью Нового Камеруна. После Первой мировой войны и раздела германских колоний между странами Антанты город отошёл к Убанги-Шари. С 1960 года — в составе независимой Центральноафриканской Республики.

## Известные уроженцы
- Сильвестр Банги (1934—1996) — центральноафриканский политик, военный и государственный деятель, генерал, дипломат.